# Александър III Македонски
Александър III Македонски или Александър Велики (на гръцки: Αλέξανδρος Γ' ο Μακεδών или Μέγας Ἀλέξανδρος; Мегас Александрос) е цар (василевс) на античното царство Македония и хегемон на Коринтския съюз от 336 г. пр.н.е. до смъртта си в 323 г. пр.н.е.
Роден е на 20 юли 356 г. пр. Хр. в Пела и умира на 10 или 11 юни 323 г. пр. Хр. в завладения от него Вавилон. Син е на цар Филип II Македонски и Олимпиада Македонска. Едва двадесетгодишен наследява престола от своя баща и през по-голямата част от своето царуване води безпрецедентни за времето си военни кампании в Близкия изток. Преди да навърши тридесет години Александър III създава една от най-големите империи на древния свят, която се простира от Гърция през Египет до долината на река Инд. Непобедим в битките, Александър Македонски е смятан за един от най-успешните командири в цялата история.
До 16-годишна възраст Александър е обучаван от философа Аристотел. Когато се възкачва на престола през 336 г. пр. Хр, след убийството на Филип, Александър наследява силно царство и опитна армия. В 334 г. пр. Хр. младият владетел нахлува в Персийската империя на Ахеменидите, владееща Мала Азия, и започва поредица от военни кампании, продължили десет години. Александър III сломява силите на Персия в серия от решителни битки, като ключови са тези при Иса и Гавгамела и напълно завладява териториите на империята до река Инд. В стремежа си да достигне до „края на света и Великото външно море“, той нахлува в Индия в 326 г. пр. Хр, но в крайна сметка е принуден да се върне по искане на неговите войски. Александър Велики умира в 323 г. пр. Хр във Вавилон – градът, който той планира да направи своя столица – оставяйки неосъществени поредица планирани кампании, на първо място инвазията на Арабия. Години след смъртта му серия от граждански войни разкъсват неговата империя на няколко държави, управлявани от диадохите – оцелелите негови стратези и наследници.
Александър основава двадесет града, носещи името му, най-известен от тях е Александрия в Египет. Основаването на градове колонии от Александър Велики и разпространението на гръцката култура на Изток дават начало на новата елинистическа цивилизация. Александър Македонски придобива образ на легендарен класически герой, подобен на Ахил, и заема важно място в историята и мита на гръцки и негръцки култури. Той се превръща в еталон, с когото военните лидери се сравняват, а военни академии по целия свят все още изучават тактиките му за водене на битки.

## Ранни години
Александър е роден на шестия ден от старогръцкия месец хекатомбеон, което вероятно съответства на 20 юли 356 г. пр.н.е., въпреки че точната дата не е известна, в град Пела, тогавашната столица на Македония. Негов баща е цар Филип II Македонски (359 – 336 г. пр.н.е.), а негова майка царица Олимпиада Македонска (375 – 316 г. пр.н.е.), дъщеря на Неоптолем I, цар на Епир. Самият Филип има седем или осем съпруги, но за известно време Олимпиада е основната му жена, вероятно заради сина им Александър. По традиция родът на Александър Велики се води от митичния Херакъл, чрез царете на Аргос, от които, според легендата, произлиза първият македонски цар Каран.
Плутарх описва неговата външност така:
| „                                                    | Външността на Александър най-добре е предадена от статуята на Лизип, и самият той счита, че само този скулптор е достоен да вае неговото изображение. Този майстор е съумял точно да възпроизведе това, на което впоследствие подражават много от приемниците и приятелите на царя – лекия наклон на шията наляво и морния поглед. Апелес, рисувайки Александър в образа на гръмовержец, не предава свойствения на царя цвят на кожата, а го изобразява по-тъмен, отколкото е в действителност. Както казват, Александър е бил много светъл, и бледостта на кожата му на места преминавала в червенина, особено на гърдите и лицето. | “ |
| Плутарх. Успоредни животописи: Александър Македонски | |   |

Още от ранните си години Александър е подготвян за дипломация, политика и война. Негови възпитатели и наставници са родственикът по майчина линия Леонид, към когото съхранява дълбока привързаност до зряла възраст, въпреки строгото спартанско възпитание в детството, шутът и актьор Лизимах, а от 343 г. пр. Хр. – великият философ Аристотел, под чието ръководство Александър получава класическо гръцко образование – риторика, литература, естествени науки, медицина и философия. Аристотел му подарява копие от „Илиада“ и нож, който Александър винаги крие под възглавницата си.
Плутарх пише за характера на Александър:
| „                                                    | Филип видял, че Александър по природа е упорит, а когато се разсърди – не отстъпва пред никаква сила, но затова пък с разумни слова лесно може да бъде склонѐн за приемането на правилното решение; ето защо бащата се стараел повече да убеждава, отколкото да заповядва. | “ |
| Плутарх. Успоредни животописи: Александър Македонски | |   |

На 16-годишна възраст Александър е оставен да управлява Македония, докато Филип обсажда Византион, и младият престолонаследник жестоко и безпощадно смазва въстанието на тракийското племе меди. След две години, през 338 г. пр. Хр. в битката при Херонея, Александър проявява пълководски умения, водейки лявото крило на македонската войска, пред погледа на опитните военачалници.
Александър демонстрира склонността си към авантюри още в юношеството си, когато без волята на баща си, иска да се ожени за дъщерята на Пиксодар, владетеля на Кария. През 337 г. пр.н.е. Филип се жени за пети пореден път за Клеопатра Евридика, племенницата на неговия военачалник Атал. Тъй като майката на Александър, Олимпиада, е родом от Епир, а мащехата му Клеопатра е истинска македонка, това води до разногласия за наследяването на престола от Александър. Александър и Филип се скарват по този повод, но скоро се помиряват и Александър се завръща у дома за сватбата на родната си сестра Клеопатра Македонска (355 – 308 г. пр.н.е.) през 336 г. пр.н.е. с епирския цар и техен вуйчо Александър I Молоски (370 – 331 г. пр.н.е.).

## Възкачване на престола
По време на сватбените тържества през октомври 336 г. пр.н.е. Филип II е убит от телохранителя Павзаний в театъра на старата столица Еге (Вергина). Наследници на Филип са само Александър, син на Олимпиада, и Аридей, незаконен син от любовницата му Филина. Макар че жената на Филип, Клеопатра Евридика, ражда син Каран и дъщеря Европа точно преди убийството, нейните влиятелни родственици биха могли да поддържат друг кандидат за трона, от които възможен претендент е Аминта, син на цар Пердика III Македонски и братовчед на Александър. В действителност Аминта вече е бил цар като малък, но неговият опекун – Филип, сам заема трона, в качеството на компенсация на женитбата на Аминта с дъщеря си Кинана.
Македонската войска, която добре познава Александър и го е видяла вече в сражения, го провъзгласява едва 20-годишен за наследник на престола и нов цар на Македония.
При встъпването си на македонския престол първият ход на Александър е да се разправи с предполагаемите участници в заговора и убийството на баща му и с възможните претенденти за трона – нарежда Аминта да бъде екзекутиран, правейки по този начин сестра си Кинана вдовица. Аристокрацията и народа привлича на своя страна, отменяйки данъци.
След това Александър организира конгрес в Коринт, на който гърците са принудени да потвърдят съюза си с Македония. Имайки подкрепа в лицето на все още спокойната Гърция, наблюдаваща действията на новия цар, през есента на 335 г. пр. Хр. той тръгва на поход срещу тракийските и илирийските племена, въстанали при вестта за смъртта на Филип. След неуспешната кампания срещу мизи, трибали и гети Александър се принуждава да сключи съюз с тях. Под влиянието на лъжлив слух за смъртта на Александър в края на лятото на юг избухва въстание в Тива, най-пострадалия от Филип гръцки град. Жителите на Тива призовават на въстание цяла Гърция, но гърците, на думи изразявайки солидарност с тиванците, предпочитат да изчакат, наблюдавайки отстрани развитието на събитията.
В напрегнатата ситуация Александър не губи време и със стремителен марш придвижва войската си от Илирия до Тива. Обсадата продължава няколко дни. Градът е завзет с щурм, разграбен, а цялото население е изпратено в робство. Цяла Гърция е поразена както от съдбата на древния град, един от най-големите и силни в Елада, така и от бързата победа на македонското оръжие. Жителите на градовете сами предават на съд политиците, призоваващи към бунт против македонската хегемония.
Тогава политическата обстановка позволява на Александър да осъществи замисъла на баща си Филип за завоевателен поход срещу Персийската империя.

## Период на завоевания

### Завладяване на Мала Азия и Сирия
През втората половина на ІV век пр.н.е. Персийската империя все повече отслабва. Персийският цар Артаксеркс III се опитва безуспешно да укрепи централната власт. Главната военна сила са гръцките наемници, а не местните войски. През 338 г. пр.н.е. Артаксеркс е убит. След двегодишни безредици, които още повече отслабват държавата, на престола се възкачва Кодоман, който приема името Дарий III. Убийството на Филип II забавя началото на похода срещу Персия, който трябва да бъде свещено наказание, отмъщение, заради разрушенията в Гърция и оскверняването на гръцките светини по време на похода на Ксеркс I по време на Гръко-персийските войни. Назначавайки Антипатър за свой наместник в Европа и оставяйки му 12 000 пехотинци и 1500 конници, през пролетта на 334 г. пр. Хр. Александър, начело на обединените сили на Македония, Гърция и съюзните тракийски племена, преминава Хелеспонта с над 30 000 пехотинци и 5000 конници в района на легендарната Троя.
Античният историк Диодор Сицилийски предоставя състава на войската му, потвърден като цяло и от други източници: 
Пехота – 32 000 души – 12 000 македонци (9000 в македонската фаланга и 3000 в отрядите на щитоносците), 7000 съюзници (от гръцките градове), 5000 наемници (гърци), 7000 варвари (траки и илири), 1000 стрелци и агриани (пеонийско племе в Тракия).
Конница – 5100 души – 1800 македони (хетайри), 1800 тесалийци, 600 гърци, 900 траки и пеони.
Персийският флот не попречва на прехвърлянето и това е първата сериозна стратегическа грешка на персите. Начело на гръцките наемници на персийска служба е Мемнон, талантлив гръцки военачалник от Родос. Той предлага на персийския цар обмислен план за съпротива срещу Александър, но този план е отхвърлен и е взето решение да се даде ход за решителна битка. Персийската армия, състояща се от 40 000 войници, половината от които гръцки наемници, се разполага на високия десен бряг на река Граник, която се влива в Пропонтида. Гръко-македонските войски начело с Александър и Парменион преминават реката, където започва битката. Лошото командване на персите е причина те да бъдат разбити. Отрядите на сатрапа, предимно конни (до 20 000), са разпръснати, персийската пехота се разбягва, а гръцките хоплити наемници са обкръжени и избити. Останалите живи 2000 наемници са взети в плен и изпратени в Македония като роби.
След победата при Граник Александър Македонски тръгва на юг по малоазийското крайбрежие на Егейско море. По-голямата част от малоазийските градове доброволно отварят вратите си пред победителя, в това число Сарди и Гордий, столици съответно на Лидия и Фригия. Единствено крайбрежните градове Милет и Халикарнас, в които се намират силни персийски гарнизони и където се оттеглят оцелелите при Граник войски, оказват съпротива. Особено дълго и упорито се съпротивлява Халикарнас, но след няколко щурма е изоставен от гарнизона си.
В края 334 г. пр. Хр. и началото на 333 г. пр.н.е. Александър завладява голяма част от Мала Азия. По същото време персийският цар Дарий III събира и подготвя голяма войска. В средата на 333 г. пр. Хр. той потегля с нея през Северна Сирия, за да срещне с Александър. Срещата между двете армии става през есента на 333 г. пр.н.е. при град Иса. Битката завършва с победа за Александър – огромната персийска войска се оказва притисната в тясната низина между морето и планината. Дарий III избягва, а Александър Македонски взема голяма плячка – целия богат персийски лагер с походния дворец на Дарий. Сред пленниците са майката, съпругата и двете дъщери на Дарий III. В Дамаск са пленени част от царското съкровище, както и голям брой знатни пленници.
Победата при Иса открива пътя на македонците на юг. Александър, обхождайки крайбрежието на Средиземно море, се отправя към Финикия с цел да покори крайбрежните градове и да лиши персийската флота от бази. В резултат на победата финикийските градове признават доброволно властта на Александър. Само град Тир, разположен на остров, не отваря вратите си на македонската армия. След осеммесечна обсада през 332 г. пр. Хр. Тир е превзет, ограбен, а населението му поробено. С неговото превземане персийският флот в Средиземно море престава да съществува.
След поражението и изгубването на семейството си Дарий III започва преговори за мир с Александър. Персийският цар отстъпва цялата персийска територия до Ефрат, голяма контрибуция, вечен съюз на Александър и една от дъщерите си за съпруга на македонския цар. Парменион посъветва Александър да приеме тези условия и да се откажат от свързания с голям риск по-нататъшен поход на изток. Но младият цар отказва. По време на преговорите Александър за пръв път заявява намерението си да завоюва цялата персийска държава. След превземането на Финикия Александър Македонски продължава пътя си към Египет през Палестина, където съпротива оказва град Газа, но и той е превзет след двумесечна обсада.

### Завземане на Египет и Вавилон
През 332 г. пр. Хр. персийският сатрап на Египет тържествено посреща и предава властта и хазната в ръцете на Александър Велики без съпротива – египетските отряди са унищожени в битката при Иса. Александър не посяга на местните обичаи и религии, съхранявайки системата на управление на Египет, поставяйки македонски гарнизони. В Египет той прекарва половин година – от декември 332 г. пр. Хр. до май 331 г. пр. Хр. Малко преди пътуването си до Сива, през същата 332 г. пр.н.е. в делтата на Нил, той основава град Александрия, който се превръща в най-големия икономически, културен и политически център на Източното Средиземноморие. Тук Александър започва да разпространява за себе си слух, преди всичко пред местното население, за това, че е син на Зевс, главния бог.
През пролетта на 331 г. пр. Хр. започва вторият етап от завоевателния поход. Александър тръгва от Египет на североизток в Азия в посока към Северна Месопотамия. Войските му преминават реките Ефрат и Тигър, и се озовават пред Мидия, сърцето на Персийската държава. На голямата равнина край селцето Гавгамела (на територията на днешен Иракски Кюрдистан), специално подготвена за действия на големи маси конница, македонците очакват цар Дарий. На 11 октомври 331 г. пр. Хр. тук се състои решителната битка. Войската на персийския цар е разбита, а самият той бяга. Въпреки че македонската конница изминава 80 километра през нощта, не успява да го залови. В битката при Гавгамела персийската империя губи главните си военни сили.
Александър се придвижва на юг, където древните Вавилон и Суза, една от столиците на Персийската империя, отварят пред него вратите си. Персийските сатрапи, загубили вяра в Дарий, започват да преминават на служба към „царя на Азия“, както започват да назовават Александър. Вавилонските жреци го провъзгласяват за цар на Вавилон. По заповед на Александър е възстановен храма на Мардук (разрушен от персите). В Суза Александър заграбва огромни съкровища и част от хазната на персийския цар.
На изток от Суза започва коренната територия на персийската държава – Персида. През планинските проходи Александър се отправя към Персеполис, център на изконната персийска земя и столица. След неуспешен опит да завладее града в движение, Александър, с част от войската си, обгражда отрядите на сатрапа на Персия Ариобарзан, и през януари 330 г. пр. Хр. Персеполис е завладян. Дворецът на Ксеркс I, а впоследствие и целият град, са изгорени като отмъщение за разрушаването на акропола в Атина по време на гръко-персийските войни. Голямата хазна на Дарий, която се намира в Персеполис, също попада в ръцете на Александър.
Македонската армия отпочива в града до края на пролетта. По знаменитата легенда пожарът на града е организиран малко преди потеглянето на войските от хетерата Таис от Атина, любовница на военачалника Птолемей, която подстрекава пияната компания на Александър по време на един от пировете.
През 330 г. пр. Хр. македонската армия тръгва от Персида към Мидия. В Екбатана – древната столица на Мидия, по това време се намира Дарий III. Когато научава за приближаването на Александър, той отстъпва на изток с останалите му още верни войски – към Партия.
През юли, по време на бяството си на изток, Дарий е лишен от властта си и пленен от средноазиатските сатрапи, които организират заговор начело със сатрапа на Бактрия Бес, който убива Дарий. Бес се обявява за новия цар на Персийската империя, под името Артаксеркс. Той се опитва да организира съпротива в източните сатрапии, но е заловен от съратниците си и предаден на Александър през юни 329 г. пр. Хр.
След смъртта на Дарий III Александър също се обявява за законен наследник на персийския цар, а също и за отмъстител за неговата смърт. Започва новата елинистическа епоха в историята на източните държави.
Обявявайки се за наследник на персийските царе обаче, Александър изостря тежкия конфликт с македонската аристокрация, която е против подражаването на източните обичаи от него.

## Цар на Азия
Ставайки владетел на персийските земи, Александър се променя. Той престава да гледа на персите като на покорен народ и започва да се стреми да изравни победители и победени и да ги обедини в една монархия. Приетите от него мерки отначало включват външните форми като носенето на източни одежди, създаване на харем, персийски придворни церемонии. Александър иска да живее с персите така, както техните предишни царе. Първите оплаквания се появяват през есента на 330 г. пр. Хр. Бойните съратници, привикнали на простота на нравите и дружеските отношения между царе и подчинени, започват да роптаят, отказвайки да приемат източните привички, в частност проскинезата – нисък поклон, последван от целуване на краката на царя. Близките приятели и придворните ласкатели без колебание застават зад Александър.
Съюзническата армия е уморена от продължителния поход, войниците искат да се върнат по домовете си и не споделят целта на царя си да стане господар на целия свят. В края на 330 г. пр. Хр. е разкрит заговор срещу Александър на няколко обикновени войници (известно е само за двама участници). Все пак последствията от неудачния заговор се оказват повече от сериозни заради междуособните борби в обкръжението на Александър. Един от водещите пълководци, стратега на хетайрите Филота, е обвинен в пасивно съучастие (че е знаел, но не е казал). Даже при мъченията Филота не се признава за виновен, но е екзекутиран по решение на съда и настояването на другите военачалници. Бащата на Филота, пълководеца Парменион, е убит без съд и без никакви доказателства за вина – само поради нарастващата подозрителност на Александър. По-малко значими войници, за които също има подозрения, са оправдани.
Този заговор не е последният. През лятото на 327 г. пр. Хр. е разкрит „заговорът на пажовете“ – знатните юноши при македонските царе. Освен непосредствените виновници е убит и Калистен, историк и философ, който единствен се осмелявал да възрази на царя и открито да критикувал новите придворни порядки. Тенденцията за развитие на деспотизъм у Александър особено отчетливо се проявява в смъртта на Клит Черния, командир на царските телохранители, който е убит от Александър в резултат на пиянска свада през есента на 328 г. пр. Хр.

## Поход в Средна Азия (329 – 327 г. пр.н.е.)
След смъртта на Дарий III местните управители в източните сатрапии на разпадащата се Персийска империя се чувстват самостоятелни и не бързат да покажат верността си към Александър. Бес е само един от сепаратистки настроените лидери. Александър, който мечтае да стане цар на целия известен дотогава цивилизован свят, се оказва въвлечен в уморителна кампания в Средна Азия, с продължителност 3 години (329 – 327 г. пр. Хр.).
Тази война не напомня на предходните сражения на големи армии. Местните племена действат с партизански методи, набези и отстъпления, въстания избухват на различни места, и на македонските отряди, разпратени от Александър, се налагало да унищожават цели селища. Бойните действия се водят в Бактрия и Согдиана (на територията на съвременните Афганистан, Таджикистан и Узбекистан).
В Согдиана Александър разгромява скитите. За целта му се налага да премине река Яксарт (сега Сърдаря), където надвива в битка. Александър не продължава по-нататък на север, защото местата там са пустинни и по представите на гърците – слабонаселени. В планините на Согдиана и Бактрия местното население, при приближаването на македонците, се оттегля в непристъпни поради природата планински крепости, но на Александър се удава да ги завладее – ако не с щурм, то с хитрост и настойчивост. Бес, който преди това се провъзгласява за цар под името Артаксеркс IV, като продължител на династията на Ахеменидите, е заловен в Бактрия и убит в Екбатана. Александър Македонски успява да завоюва бактрийската столица Бактра и столица на Согдиана – Мараканд.
Гръко-македонските войски завземат също Хиркания, Партия, Ария, Дрангиана и Арахозия. В движението си на изток Александър строи градове крепости, в които оставя македонски гарнизони. В Согдиана Александър основава град Александрия Есхата (съвр. Худжанд). В Бактрия, върху древни развалини, основава Александрия в Арахозия (съвр. Кандахар). В желанието си да се сближи с местната аристокрация Александър се жени за Роксана, дъщерята на най-силния от бактрийските управници Оксиарт.
През 326 г. пр. Хр. останалото население на Согдиана и Бактрия се подчинява на Александър. По-нататък по пътя на завоевателя на изток е Индия. Умората на армията и промяната в личния ѝ състав обаче се отразява върху по-нататъшния поход.

### Нахлуване в Индия
След приближаването си до северозападната граница на Индия и чувайки за богатствата на този край, Александър решава да завоюва Индия. В началото на 327 г. пр. Хр. той използва борбите на индийските държави и навлиза в Индия.
Край река Хидасп, където става решителната битка с индийския цар Пор, Александър основава два града – Никея (град на победата) и Буцефалия (на името на неговия кон Буцефал), след което тръгва по-нататък на изток. Армията се приближава до река Хифазис и тук войските на Александър въстават и отказват да продължат по-нататък.
Александър е принуден през 326 г. пр. Хр. да прекрати похода, който продължава повече от осем години. В началото на 324 г. пр.н.е. сухопътната армия и флотът на Александър достигат до Месопотамия. През първата половина на 324 г. пр.н.е. Александър се намира в Суза, където се заема да организира и укрепи империята си. Възникнала в резултат от завоеванията, огромната държава се простира от западното крайбрежие на Балканския полуостров до Индия. На север се приближава до река Дунав и Черно море, на юг стига до Индийския океан, Арабския полуостров и включва Египет, Либия и Киренайка в Африка. По своята големина тя надвишава персийската държава.

### Връщане от Индия
През 323 г. пр. Хр. Александър пристига във Вавилон, разположен приблизително в центъра на неговата империя. Този най-голям древноизточен град той прави своя столица.

## Смъртта на Александър Велики
През лятото на 323 година по време на пир Александър се почувства зле и след няколко дни на 10 или 11 юни 323 г. пр.н.е. Александър умира в двореца на Навуходоносор II. Плутарх отделя голямо внимание на обстоятелствата около смъртта му, които са повторени (без потвърдени дати) от Ариан. Около 14 дни преди смъртта си Александър празнувал със своя адмирал Неарх и после, вместо да поспи, прекарал нощта и следващия ден, пиейки с Мидий от Лариса. След това на 18 десий (месец по македонския календар) той развил висока температура. На 25 десий той вече не бил в състояние да говори. На 26 десий повечето войници се притеснили за здравето му или помислили, че е вече мъртъв. Поискали да го видят и военачалниците на Александър позволили. Войниците бавно минавали покрай него, докато Александър ги поздравявал с вдигната ръка, все още неспособен да говори. Два дни по-късно, на 28 десий (въпреки че Аристобул казва, че е било 30 десий), Александър е мъртъв. От своя страна, Диодор разказва, че Александър е бил повален от болка, след като е изпил голяма купа вино в чест на Херкулес и (малко мистериозно) умрял след известна агония, което е също отбелязано като алтернатива при Ариан, но Плутарх отрича това твърдение. След смъртта му започват противоречия между пълководците и велможите, които продължават 7 дни, през което време тялото на Александър не е погребано. След това го балсамират и полагат в златен саркофаг. По пътя към старата столица на Македония – Еге, където са царските гробници, траурният кортеж е пресрещнат и отклонен в посока Мемфис (Египет) от Птолемей I. Години по-късно тялото му е пренесено в Александрия.

### Вероятни причини за смъртта

#### Отрова
Като се има предвид склонността на македонската аристокрация към убийство, едва ли е изненадващо, че има догадки за намеса при смъртта на Александър – Диодор, Плутарх, Ариан и Юстин отбелязват теорията, че Александър е отровен. Плутарх отхвърля тази идея като измислица, но и Диодор и Ариан казват, че я отбелязват в интерес на пълнотата на историята. Въпреки всичко описанията посочват Антипатър, отстранен от позицията на македонски вицецар, и неговите противоречия с Олимпиада, като глава на предполагаемия заговор. Може би, приемайки своето повикване във Вавилон като очакване на смъртна присъда и виждайки съдбата на Парменион и Филота, Антипатър изпраща сина си Йол, който е виночерпец при Александър да го отрови. Има дори предположение, че Аристотел участва в заговора. Обратно, най-силният аргумент срещу теорията с отравянето е факта, че минават 12 дни между започването на болестта му и неговата смърт. В древния свят толкова дългодействащи отрови вероятно не е имало.

#### Болест
Има и няколко болести, за които се предполага, че може да са причинили смъртта на Александър – малария или коремен тиф са очевидните кандидати. През 1998 г. статия в New England Journal of Medicine твърди, че неговата смърт е причинена от коремен тиф, усложнен от чревна перфорация и нарастваща парализа, докато други по-скорошни анализи предполагат спондилит (възпаление на гръбначния стълб) или менингит. Сред другите болести, които могат да бъдат причинители, са остър панкреатит или западнонилска треска. В произведението „Успоредни животописи“ за Александър Македонски Плутарх пише:
| „ | ... когато Александър наближи стените на града, видя няколко гарвана, които се биеха настървено и няколко паднаха в нозете му... | “ |

Според изследователите сцената в този текст остава дълго време незабелязана и неразгадана. Тя обаче странно напомня на многобройните смъртни случаи при птици, наблюдавани през 1999 г. в зоопарка в Бронкс. В тази година заболяването за пръв път се появява в Северна Америка като е наблюдавана масова смъртност сред враните и много други видове птици. Птиците буквално падат мъртви от небето. Районът на Месопотамия днес е стационарен по отношение на заболяването западнонилска треска.
Теориите за естествени причини за смъртта на Александър подчертават, че здравето му може да не е било добро след години на много пиене и след няколко наранявания (вкл. едно в Индия, което едва не му коства живота). Освен това мъката, която Александър чувства след смъртта на Хефестион, може да е допринесла за влошаване на здравето му.
Най-вероятната причина за смъртта на Александър е в резултат от предозиране с лекарства, направени от кукуряк, смъртоносен в големи дози. Малкото неща, които са известни за неговата смърт, могат да бъдат обяснени само с непреднамерено отравяне с кукуряк.

## Разпадане на империята
Създадената чрез силата на оръжието империя на Александър Македонски започва да се разпада веднага след смъртта му. Първото стълкновение между неговите пълководци става в двореца във Вавилон край още непогребания цар. Преки законни наследници Александър няма. За цар е провъзгласен Филип III Аридей – полубрат на Александър. Роденият след това син на Роксана и Александър, младенецът Александър, също е обявен за цар, но действителната власт е в ръцете на авторитетния военачалник Пердика. Той изпълнява задълженията на регент при двамата царе. Наместник на царете в Македония и Гърция, както и преди, си остава Антипатър.
Когато вестта за смъртта на Александър стига до Гърция и Средна Азия, там избухват въстания. Започват военни действия срещу наместника Антипатър. През периода на потушаване на антимакедонските въстания започват междуособни войни между пълководците на Александър – диадохите, а след това между техните наследници – епигоните. Тези войни продължават повече от 40 години. Като регент на двамата царе Пердика се опитва да се противопостави на диадохите. Египетският сатрап Птолемей I Сотер задържа тялото на Александър, което карат от Вавилон в Македония и го погребва в Египет. През лятото на 321 г. пр. Хр. Пердика е убит от подчинените си.
След това убийство диадохите разделят помежду си управлението на сатрапиите, обаче мир не настъпва. Точно обратното, между тях се разпалва междуособна война. По това време в Македония умира Антипатър. Според завещанието му назначеният за царски регент Полиперхон, изпада в затруднено положение, тъй като против него се обявява синът на Касандър, също претендиращ за регентство. В азиатската част на империята на Александър, скоро след смъртта на Пердика, най-могъщ се оказва Антигон I Едноокия. За ръководна роля в западната част на Мала Азия претендира сатрапът на Тракия, диадохът Лизимах, а в Месопотамия се утвърждава диадохът Селевк. През 309 г. пр.н.е. междуособиците между диадохите завършват с мир, но още през същата година по заповед на Касандър е убита Роксана и малолетния цар Александър. Династията на македонските царе е прекъсната, след като владетел на Македония става Касандър. Диадохите формално провъзгласяват автономията на гръцките полиси, но войските на Антигон остават в Гърция. Македонският гарнизон на Касандър се намира в Атина и в другите зависими от него градове.

## В културата
- Трилогия от Валерио Масимо Манфреди:
  - Александър Македонски - Дете на мечтите (Il figlio del sogno, 1998), издадена на български от Venus Press, 2001 (ISBN 954-780-005-1)
  - Александър Македонски - Пясъците на Амон (Le sabbie di Amon, 1998), издадена на български от Venus Press, 2003 (ISBN 954-780-011-6)
  - Александър Македонски - Пределите на Земята (Il confine del mondo, 1998)
- Александър Македонски от Яна Язова – български роман за македонския завоевател (2002, 2004)
- Александър, филм от 2004 г. на Оливър Стоун
- В Успоредни животописи Плутарх описва живота на Александър наред с този на Юлий Цезар
- Александрия е средновековен биографичен роман за Александър с неизвестен автор
- На Александър Македонски е наречена улица в квартал „Хиподрума“ в София (Карта).

### Цитирана литература

#### Първоизточници
- Плутарх, Alexander, 75
- Плутарх, Александр // Сравнительные жизнеописания в двух томах. – М.: Издательство „Наука“, 1994
- Калистен, Подвизите на Александър. – ИК Персей. София, 2005
- Арриан, Поход Александра. – М.: МИФ, 1993
- Квинт Курций Руф, История Александра Македонского. С приложением сочинений Диодора, Юстина, Плутарха об Александре – М.: Издательство МГУ, 1993
- Квинт Курций Руф, История на Александър Велики Македонски. – Военно издателство. София, 1985
- Диодор Сицилийский, Книга XVII от сайта на проект „Персей“
- Юстин, Эпитомы Помпея Трога

#### Вторични източници
- Depuydt L. The Time of Death of Alexander the Great: 11 June 323 BC, ca. 4:00 – 5:00 PM //  Die Welt des Orients 28.   с. 117 – 135.
- Durant, Will. The Story of Civilization: The Life of Greece.   Simon & Schuster, 1966. ISBN 0-671-41800-9.
- Green, Peter. Alexander of Macedon, 356 – 323 B.C.: A Historical Biography.   University of California Press, 1970. ISBN 978-0-520-07165-0.
- Renault, Mary. The Nature of Alexander the Great.   Penguin, 2001. ISBN 0-14-139076-X.
- McCarty, Nick. Alexander the Great.   Camberwell, Victoria, Penguin, 2004. ISBN 0-670-04268-4.
- Roisman, Worthington, Joseph, Ian. A Companion to Ancient Macedonia.   John Wiley & Sons, 2010. ISBN 1-4051-7936-8.
- Yenne, Bill. Alexander the Great: Lessons From History's Undefeated General.   Palmgrave McMillan, 2010. ISBN 978-0-230-61915-9.